# Бро (Об)
Бро (фр. Braux) насеље је и општина у североисточној Француској у региону Шампањ-Арден, у департману Об која припада префектури Бар сир Об.
По подацима из 2011. године у општини је живело 107 становника, а густина насељености је износила 7,03 становника/km². Општина се простире на површини од 15,21 km². Налази се на средњој надморској висини од 127 метара.

## Демографија
| 1962. | 1968. | 1975. | 1982. | 1990. | 1999. | 2011. |
| ----- | ----- | ----- | ----- | ----- | ----- | ----- |
| 133   | 160   | 144   | 124   | 132   | 121   | 107   |

График промене броја становника у току последњих година